# École Merchiston Castle
L'école Merchiston Castle (en anglais : Merchiston Castle School) est un internat indépendant pour garçons et les filles âgés de 7 à 18 ans. Elle est fondée en 1833 sur le modèle des public schools anglaises.

## Histoire
En 1828, Charles Chalmers, frère du théologien Thomas Chalmers, ouvre une petite école à Park Place, sur un site aujourd'hui occupé par le McEwan Hall. En mai 1833, il prend à bail le château de Merchiston (en) (l'ancienne demeure de John Napier, l'inventeur des logarithmes) — qui se trouvait à l'époque dans un environnement rural — et y installe l'école. C'est de là que vient le nom de l'école. Au fil du temps, le nombre d'élèves a augmenté et le château de Merchiston est devenu trop petit pour accueillir l'école. Les gouverneurs décident alors d'acheter 90 acres de terrain sur le domaine de Colinton House, à quatre miles au sud-ouest d'Édimbourg. La construction commence en 1928 et comprend les internats Chalmers et Rogerson, conçus par Robert Lorimer (en). L'école emménage à Colinton en 1930.
Trois ans plus tard, en 1933, Merchiston célèbre son centenaire, en présence du duc et de la duchesse d'York. Cinquante ans plus tard, en 1983, alors que l'école est en pleine expansion et compte 350 garçons, leur fille, aujourd'hui reine Elizabeth II, visite l'école pour son 150e anniversaire.

## Liens forts avec le rugby
Une gamme de sports et d'activités est proposée à l'école, notamment le rugby à XV, que plus de 60 élèves de Merchiston Castle ont pratiqué au niveau international. Le rugby est d'ailleurs introduit en Écosse en 1854 par deux anciens élèves de l'école, Francis et Alexander Crombie, alors étudiants à Durham School, dans le nord de l'Angleterre. Le Merchistonian Football Club est un membre fondateur de la Scottish Rugby Union et trois joueurs y évoluant ont participé au tout premier match international de rugby de l'histoire,.
Entraîneur de l'équipe première de 1983 à 2000, Frank Hadden est devenu sélectionneur de l'équipe d'Écosse de rugby à XV de 2005 à 2009. L'école a remporté la Scottish Schools U18 Rugby Cup (coupe des moins de 18 ans des écoles écossaises) à sept reprises : 1998, 2000, 2001, 2002, 2008, 2018 et 2022.
Merchiston participe également, avec l'Académie d'Édimbourg, à la plus ancienne rencontre de rugby à XV continue au monde, la première ayant eu lieu le 11 décembre 1858 à Raeburn Place, à Édimbourg — qui est aussi le lieu de la première rencontre internationale en 1871.

## Internats
Les cinq internats sont :
- « Pringle », du nom de James Summer Pringle, un bienfaiteur.
- « Chalmers West », du nom du fondateur et propriétaire Charles Chalmers, directeur de 1828 à 1850.
- « Chalmers East », idem
- « Rogerson », du nom de John Johnston Rogerson, directeur de 1863 à 1898 et propriétaire de 1863 à 1896, lorsque l'école est devenue publique et non plus privée en 1896.
- « Evans », du nom de Cecil Evans, directeur de 1936 à 1957.
- « Laidlaw », du nom de Irvine Laidlaw (en), ancien élève et bienfaiteur.

## Tartan de l'école

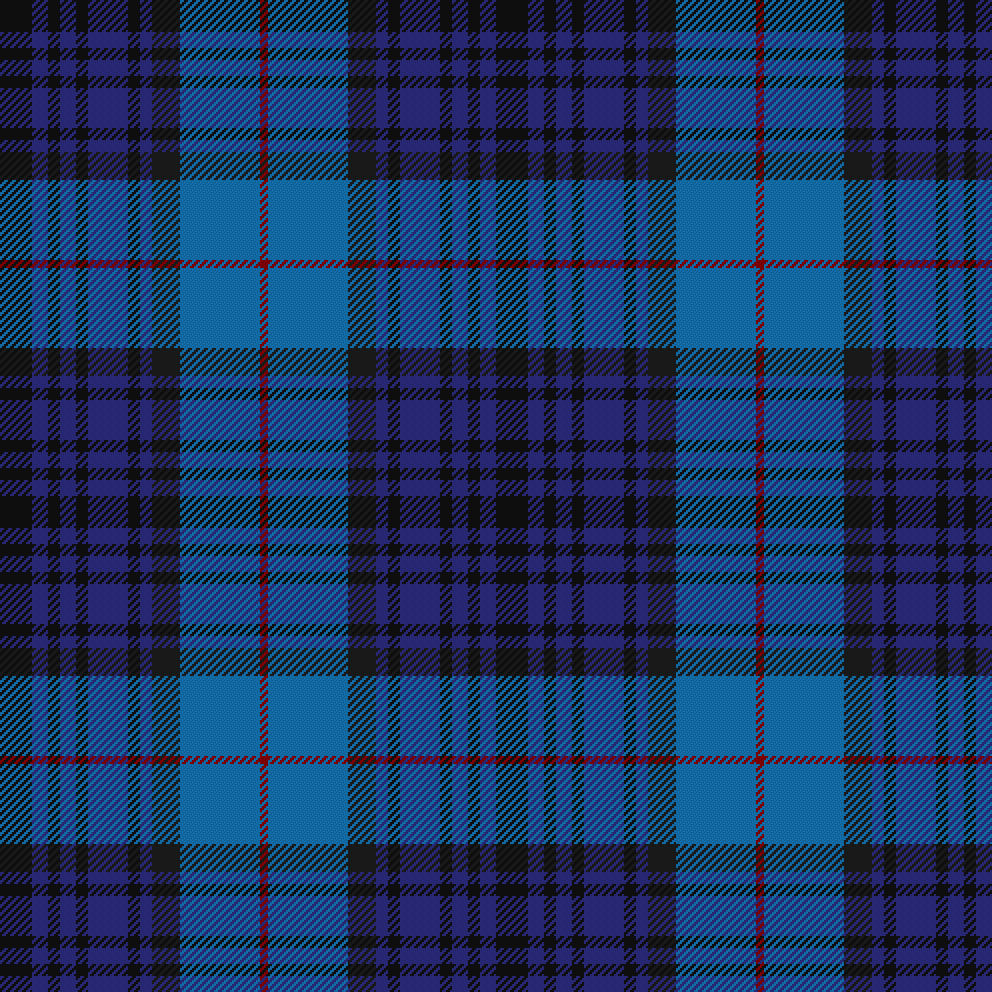
Le tartan de l'école Merchiston Castle.

Le tartan de l'école Merchiston Castle a été conçu par Kinloch Anderson en 1988. Il est basé sur le tartan Napier (en), car l'école a été fondée dans les années 1830 dans la maison originale de John Napier de Merchiston, qui fait maintenant partie de l'université Napier d'Édimbourg. Le tartan conserve l'arrangement du tartan Napier, mais change le blanc en bleu royal, le bleu royal en marine, et la ligne blanche en écarlate pour refléter les couleurs de l'école.

## Merchiston International School à Shenzhen
L'école Merchiston Castle a développé Merchiston International School après une année de collaboration avec l'investisseur chinois Lv Jianjun. L'école Merchiston International de Shenzhen est gérée par celui-ci. L'école internationale Merchiston a ouvert ses portes en août 2018 et est la première école du district de Longhua, à Shenzhen, dans la province du Guangdong, en Chine. Elle offre des conditions de vie étudiante en même temps qu'une éducation britannique. L'école est le premier campus étranger de l'école Merchiston Castle, alors vieille de 185 ans. Elle peut accueillir 1 200 élèves âgés de 5 à 18 ans. Les cours sont dispensés en anglais et les élèves de la première à la neuvième année suivent le programme national anglais, avec un accès supplémentaire à l'apprentissage du mandarin. Les élèves de terminale étudient pour l'IGCSE et les A-levels. Avec une capacité d'accueil de 600 places, l'école secondaire est exclusivement réservée aux étudiants en internat. 80 % du personnel enseignant est originaire du Royaume-Uni.